# Joseph Eskel Hallonquist
Joseph Eskel Hallonquist, kanadski letalski častnik, vojaški pilot in letalski as, * 13. april 1895, Mission City, Britanska Kolumbija, † 22. avgust 1958, Moose Jaw, Saskatchewan.
Stotnik Hallonquist je v svoji vojaški službi dosegel  zračnih zmag.

## Življenjepis
Med prvo svetovno vojno je bil sprva pripadnik 19. rezervnega bataljona Kanadske ekspedicijske sile.
Leta 1917 je bil premeščen v Kraljevi letalski korpus. Januarja 1918 je bil dodeljen 28. eskadronu, ki je bil nameščen v Italiji. Tu je dosegel vseh svojih 5 zmag s Sopwith Camel.
29. oktobra 1918 je bil sestreljen in postal vojni ujetnik.

## Odlikovanja
- Distinguished Flying Cross (DFC)
- bronasta medalja za vojaški pogum (Italija)